# زهره الهیان
زهره الهیان (زادهٔ ۱۳۴۷ در کرمانشاه) پزشک و سیاستمدار ایرانی است. وی در حال حاضر، در فرهنگستان علوم پزشکی به‌عنوان رئیس گروه آینده‌نگری و نظریه‌پردازی، مشغول به فعالیت است. وی در دوره هشتم و یازدهم مجلس شورای اسلامی به‌عنوان نماینده تهران، ری، شمیرانات، اسلامشهر و پردیس حضور داشت. وی در تاریخ ۱ اسفند ۱۴۰۱ توسط اتحادیه اروپا مورد تحریم قرار گرفت.

## رد پیشنهاد وزارت
الهیان توسط محمود احمدی‌نژاد به عنوان نامزد تصدی سمت وزیر رفاه و تأمین اجتماعی معرفی شده بود اما به دلیل مخالفت مراجع تقلید با وزیر شدن زنان این پیشنهاد را رد کرد و برخی از مراجع تقلید از جمله آیت‌الله صافی گلپایگانی از این اقدام او تقدیر کردند.

## مجلس یازدهم شورای اسلامی
الهیان توانست در یازدهمین انتخابات مجلس شورای اسلامی با کسب ۷۷۳ هزار و ۲۶۳ رای، به عنوان نفر هجدهم از حوزه انتخابیه تهران، ری، شمیرانات، اسلامشهر و پردیس از استان تهران انتخاب گردد.

## نظارت بر انتخابات ۲۰۲۱–۱۴۰۰ ریاست‌جمهوری سوریه
هیاتی از ایران به ریاست زهره الهیان، رئیس کمیته حقوق بشر مجلس، وارد سوریه شده تا بر انتخابات ریاست‌جمهوری این کشور نظارت کند.

## چهاردهمین دوره انتخابات ریاست‌جمهوری ایران  ۱۴۰۳
زهره الهیان در تاریخ ۱۲ خرداد ۱۴۰۳ با حضور در ستاد انتخابات وزارت کشور به‌عنوان نخستین زن نامزد انتخابات در چهاردهمین دوره انتخابات ریاست‌جمهوری ثبت‌نام کرد.

## دیدگاه‌ها

### ویروس بی‌بندوباری بدتر از کرونا
زهره الهیان عضو فراکسیون زنان و خانواده مجلس شورای اسلامی در مصاحبه ای با فارس گفت، ویروس بی‌بندوباری در غرب کشنده‌تر از کرونا است.

### جریمه ۵۰۰ میلیون دلاری انتشار اطلاعات دروغ
الهیان در میانه خیزش ۱۴۰۱ ایران با انتقاد از مواضع سلبریتی‌ها اعلام کرد «کشوری مثل آلمان انتشار اطلاعات دروغ ۵۰۰ میلیون یورو جریمه دارد» 
همچنین او از طرفداران سیاست فرزند آوری می‌باشد.